# Норвила, Римантас
Римантас Норвила (лит. Rimantas Norvila; род. 2 декабря 1957 года, д. Бабтай, Каунасский район, Литовская ССР, СССР) — литовский прелат. Вспомогательный епископ Каунаса с 28 мая 1997 по 5 января 2002. Епископ Вилкавишкиса с 5 января 2002. 

## Биография
После окончания средней школы в Каунасе поступил в 1975 году в Каунасский Политехнический институт. В 1976—1978 годах проходил срочную службу в Советской армии. В 1986 году поступил в Каунасскую семинарию. После успешного окончания семинарии рукоположен в священники 24 февраля 1991 года. Служил в нескольких приходах Каунаса, а также углублял образование в Риме, в Папской академии св. Фомы Аквинского.
28 мая 1997 года был назначен вспомогательным епископом Архиепархии Каунаса. Епископская хиротония состоялась 29 июня 1997 года, её возглавлял архиепископ Сигитас Тамкявичус. Как и все вспомогательные епископы Норвила стал титулярным епископом с титулом епископа Каструма. Кроме того, в 1997—2011 годах был ректором Каунасской семинарии.
5 января 2002 года назначен епископом Вилкавишкиса. Занимал пост вице-президента Конференции католических епископов Литвы и возглавляет литургическую комиссию при епископской конференции.